# 圣卡洛剧院

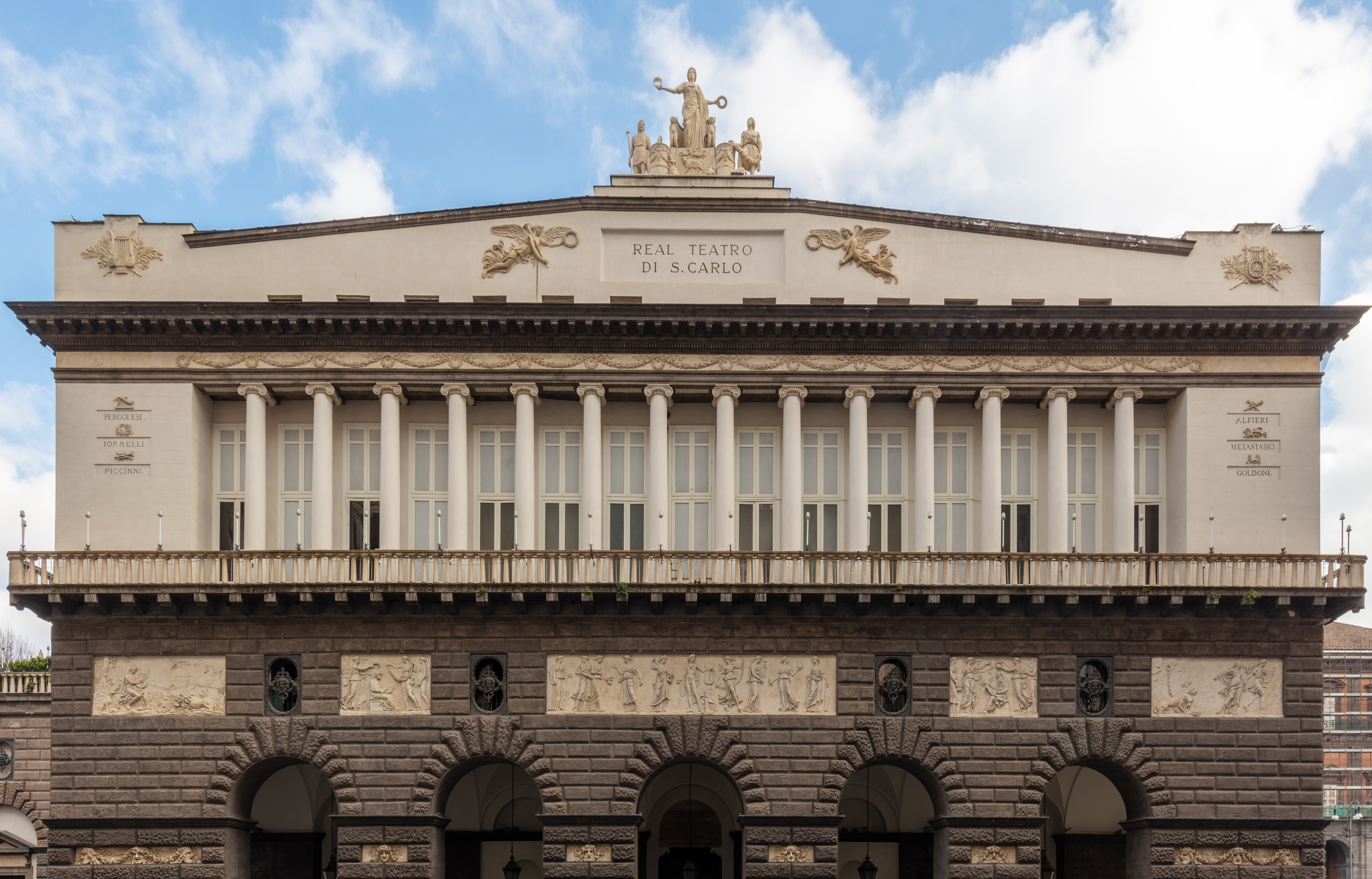
圣卡洛剧院

圣卡洛剧院（Teatro di San Carlo）是意大利那不勒斯的一座歌剧院，位于市中心的的里雅斯特与特伦托广场，是欧洲现存最古老的持续使用的歌剧院，被列为世界遗产。剧院得名于波旁王朝国王卡洛斯三世，开幕于1737年11月4日（国王的命名日），拥有3000座位，是当时世界上最大的歌剧院。